# Петровський Ян Ігорович
Ян Ігорович Петровський (рос. Ян Игоревич Петровский; 2 січня 1987, Іркутськ, РРФСР, СРСР) — російський найманець, неонацист, воєнний злочинець, відомий під позивним «Слов'янин» (рос. Славян). Учасник війни на сході України, інтерванції в Сирії та повномасштабного вторгнення Росії в Україну.

## Біографія
Жив у Санкт-Петербурзі. У дитинстві захоплювався історією, брав участь у реконструкції середньовічних битв. Ян збирався навчатись на архітектора або графічного дизайнера в Росії, 2004 року його мати вийшла за норвержця й сім'я переїхала до Норвегії. Навчався на графічного дизайнера в Осло.
Після університету працював у тату-салоні True Metal Tattoo, який славиться як місце регулярних зібрань східноєвропейських неонацистів. Петровський сам має численні татуювання: Чорне сонце, Валкнут та різноманітні руни. У складі «Солдатів Одіна» патрулював вулиці Тенсберга і був пов'язаний з Північним рухом опору. У 2010 році був арештований під час поліційного рейду: в салоні були виявлені підроблені документи та зброя, яка, як встановило слідство, належала В'ячеславу Дацику.
Під час тренування в терористичній організації «Російський імперський рух» познайомився зі своїм майбутнім командиром Олексієм Мільчаковим. У 2014 році вступив у ДШРГ «Русич» і брав участь у війні на сході України, де прославився фотографіями на фоні вбитих українських солдатів. Влітку 2015 року разом з ДШРГ покинув Донбас. Того ж року Петровський заявив, що приїхав в Україну воювати проти «Хозарського каганату».
Учасник інтервенції в Сирію «у складі ультраправого угруповання» на боці Башара аль-Асада.
У 2016 році заарештований у домі відомого діяча Північного руху опору Ронні Бордсена у зв'язку тривалим перебуванням за кордоном і порушенням міграційного законодавства Норвегії, після чого  депортований у Росію. Норвезька влада назвала Петровського «загрозою безпеці» країни.
У червні 2022 року відвідав похорон ліквідованого учасника вторгнення в Україну Олексія Пожарова, на якому зізнався, що ДШРГ «Русич» бере участь у вторгненні.

## Розслідування
20 липня 2023 року був заарештований фінською поліцією в Гельсінкі. Українська влада подала запит на його екстрадицію, але отримала відмову. Сам Ян попросив екстрадувати його до РФ.
9 грудня Центральна кримінальна поліція Фінляндії почала дослідчу перевірку щодо Петровського. Він був взятий під варту прикордонною службою Фінляндії, а Генеральний прокурор Фінляндії та поліція Фінляндії розглядали можливість відкриття кримінальної справи за звинуваченням у терористичних злочинах в Україні на підставі доказів від України в рамках запиту про екстрадицію. 11 грудня Петровського знову відправили під варту, а Центральна кримінальна поліція Фінляндії вимагала накласти на нього арешт. 15 грудня почалося розслідування.
У січні 2024 року Петровському висунули звинувачення за порушення заборони на в'їзд до країни на прикордонний пункт Ваалімаа.
13 лютого 2024 року у Фінляндії Окружний суд Кюменлааксо засудив Яна Петровського (Воїслава Тордена) до 40 днів умовного ув'язнення за порушення заборони на в'їзд до країн Шенгенської зони. 
31 жовтня 2024 року прокуратура Фінляндії звинуватила Яна у воєнних злочинах, скоєних в Україні у 2014—2015 роках. Це перший випадок, коли у Фінляндії звинуватили у воєнних злочинах, скоєних на території України.
У грудні 2024 року почався суд над Петровським, 14 березня 2025 року Окружний суд Гельсінкі засудив його до довічного ув'язнення за чотири воєнні злочини, скоєні в Україні.

## Персональні дані
Одружений. Дружина живе та навчається в Фінляндії.

## Санкції
15 вересня 2022 року група «Русич» та її командири Мільчаков і Петровський потрапили до санкційного списку США за «особливу жорстокість» у боях у Харківській області. 7 жовтня доданий до санкційного списку Японії. 1 листопада доданий до санкційного списку Нової Зеландії. 16 грудня доданий до санкційного списку Євросоюзу.
24 лютого 2023 року доданий до санкційного списку Австралії. 1 квітня доданий до санкційного списку України. 6 грудня доданий до санкційного списку Великої Британії.